# Stara Zagora (huyện)
Stara Zagora là một huyện thuộc tỉnh Stara Zagora, Bungaria. Dân số thời điểm năm 2001 là 167708 người.